# 알 수도 있는 사람
《알 수도 있는 사람》은 2017년 7월 31일부터 2017년 8월 11일까지 네이버TV와 JTBC 온라인에서 공개되었으며, 2017년 10월 2일에 JTBC에서 방영된 웹드라마이다.

## 등장 인물

### 주요 인물
- 수영 : 이안(29세) 역 - 방송국 예능PD
- 이원근 : 김진영(27세) 역 - 신입 예능PD, 이안의 후배
- 심희섭 : 김진영(29세) 역 - 회사원, 이안의 옛 애인
- 전혜진 : 김효은(29세) 역 - 방송국 기자, 이안의 친구

### 그 외 인물
- 서지원
- 이지혜
- 목규리
- 박건민
- 이정미
- 최경록
- 김대현
- 이휘종
- 조은아
- 김고운
- 김영춘
- 이자령
- 이도현
- 김채원
- 장준혁
- 김진성
- 이미선
- 박숙자
- 김용준
- 이종호
- 김영조
- 권미진
- 김희창
- 송영길
- 이린아
- 김강훈
- 이시훈

### 특별출연
- 전현무 : 전현무 역
- 고원희 : 설지은 역 - 진영의 소개팅녀
- 권진영 : 미용사 역
- 현우 : 김효은의 선배 역
- 장성규 : 한마음 마을잔치 노래자랑 MC 역
- 최무성
- 이병진
- 이정은 : 김진영 역 - 김진영 모음 회장
- 조재룡